# Петраківка
Петракі́вка — село в Україні, у Катеринопільській селищній громаді Звенигородського району Черкаської області. Населення становить 858 осіб.
05.02.1965 Указом Президії Верховної Ради Української РСР передано сільради: Бродецьку, Пальчиківську, Петраківську та Ямпільську Тальнівського району до складу Звенигородського району.

## Люди
В селі народився Шевченко Григорій Іванович — Герой Радянського Союзу.